# Les Aventures de Porcinet (jeu vidéo)
Les Aventures de Porcinet (Piglet's Big Game) est un jeu vidéo d'action-aventure développé par Doki Denki Studio et édité par Gotham Games, sorti en 2003 sur GameCube, PlayStation 2 et Game Boy Advance.
Il est basé sur le film d'animation du même nom.

## Système de jeu
Les Aventures de Porcinet est un jeu d'action-aventure dans lequel le joueur incarne Porcinet. Il doit explorer sept mondes, chacun représentant un rêve d'un personnage différent. Porcinet doit parfois affronter des ennemis en leur faisant des grimaces, que le joueur réalise en reproduisant des combinaisons de boutons affichées à l'écran. Le joueur doit également résoudre des énigmes pour progresser et collecter des biscuits pour débloquer de nouvelles grimaces.

## Accueil
Les Aventures de Porcinet reçoit un accueil partagé de la presse spécialisée. La version GameCube du jeu obtient un score de 70 % sur Metacritic sur la base de quatre critiques. Jeuxvideo.com décrit Les Aventures de Porcinet comme un « jeu d'aventure pour enfants assez sympathique et vraiment pas difficile », appréciant son ambiance enfantine et colorée, fidèle à la franchise Winnie l'ourson de Disney. Les critiques s'accordent à dire que le jeu s'adresse principalement à un jeune public et qu'il manque d'intérêt pour les joueurs plus agés,,.
IGN salue la qualité des graphismes et des doublages et considère que le jeu est excellent pour un très jeune public puisqu'il propose des défis simples, mais agréables. Il trouve toutefois un peu frustrante la collecte des biscuits, qui disparaissent un peu trop rapidement lorsque le joueur tente de les récupérer. Il considère malgré tout qu'il s'agit d'un bon élément du jeu. IGN loue les phases de combats pour leur non-violence, les rendant parfaitement adaptées pour un jeune public.
GameSpot encense la qualité du jeu, déclarant qu'il « atteint un niveau de qualité rarement vu dans un jeu pour enfants et que la direction artistique du jeu peut réellement impressionner les personnes en dehors de la tranche d'âge ciblée ». IGN souligne la qualité des décors et des personnages, affirmant que « beaucoup d'attention » a été apporté à ceux-ci. GameSpot trouve que chaque monde « possède une thématique unique, parfois surréaliste ».
La bande-son du titre est bien reçue. GameSpot est impressionné par celui-ci et apprécie que le jeu reprenne les mêmes doubleurs que ceux du film sur lequel il est basé. IGN loue la narration qui s'intègre très bien au jeu et qui donne des informations utiles au joueur. Il apprécie également la musique, « parfois comique, parfois légèrement inquiétante lorsque le joueur rencontre un ennemi ».